# Alcara Li Fusi
Alcara Li Fusi es una localidad italiana de la provincia de Mesina, región de Sicilia, con 5544 habitantes.

Ubicación de la ciudad de Alcara Li Fusi dentro de la provincia de Mesina.

## Evolución demográfica
| Gráfica de evolución demográfica de Alcara Li Fusi entre 1861 y 2001 |
|                                                                      |
| Fuente ISTAT - Elaboración gráfica por parte de Wikipedia            |